# Brother Islands
Les Brother Islands sont deux îles de la baie de San Rafael (en), au nord-ouest de Richmond, au nord de la baie de San Francisco, dans le Comté de Contra Costa.

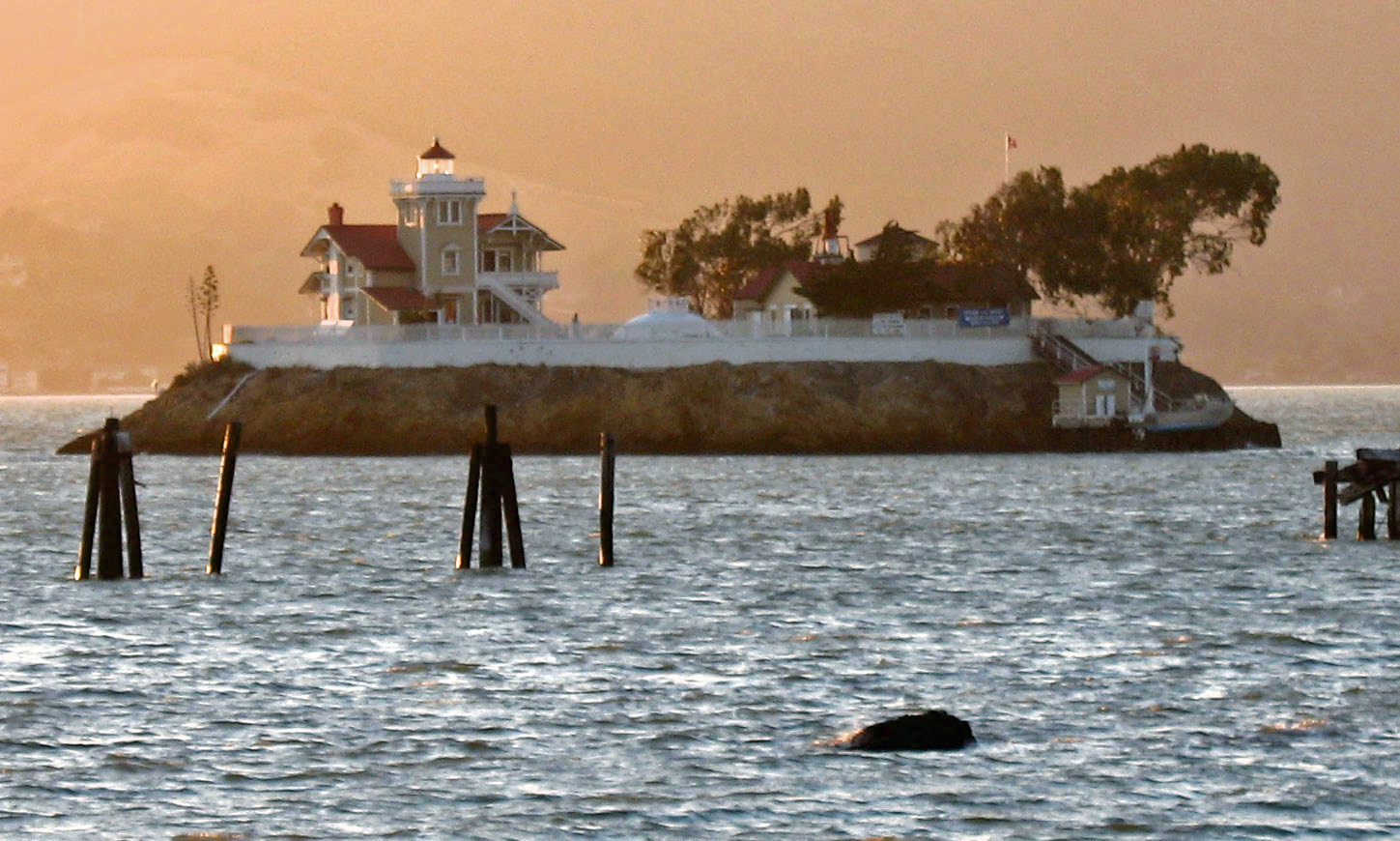
L'île et le phare vu de la côte

Sur l'île la plus à l'est, à 300 m de la côte, se trouve un phare et une maison de style victorien.
L'île la plus à l'ouest est inhabitée.